# Lidiya Alfeyeva
Lidiya Nikolayevna Alfeyeva (en ukrainien : Лiдiя Николiевна Алфеева ; en russe : Лидия Николаевна Алфеева, Lidia Nikolaïevna Alfeïeva), née le 17 janvier 1946 à Dnipropetrovsk et morte le 18 avril 2022, est une athlète soviétique, d'Ukraine, spécialiste du saut en longueur. 

## Carrière
Licenciée au CSKA Moscou, Lidiya Alfeyeva mesure 1,70 m pour 62 kg.

### Palmarès
| Date | Compétition                    | Lieu     | Résultat | Performance |
| ---- | ------------------------------ | -------- | -------- | ----------- |
| 1975 | Championnats d'Europe en salle | Katowice | 2e       | 6,29 m      |
| 1976 | Championnats d'Europe en salle | Munich   | 1re      | 6,64 m      |
| 1976 | Jeux olympiques d'été          | Montréal | 3e       | 6,60 m      |

### Records
| Épreuve          | Performance | Lieu | Date |
| ---------------- | ----------- | ---- | ---- |
| Saut en longueur | 6,84 m      |      | 1980 |